# Prefecturas de la República Centroafricana
Desde el 10 de diciembre de 2020, la República Centroafricana está administrativamente dividida en 20 prefecturas (en francés: préfectures, en sango: kodoro kômanda-kôta) y la ciudad capital, Bangui, que es una comuna autónoma (en francés: commune autonome, en sango: kôta-gbata).
Cada prefectura está gobernada por una asamblea local llamada Consejo General (Conseil Général), presidida por un Prefecto (Préfet). Las prefecturas, a su vez, se subdividen en 80 subprefecturas.
| N.º | Prefectuura              | Capital      | Población (Estimado 2021) | Area (km2) | Densidad (hab /km2) | Subprefecturas | Comunas | Región  |
| --- | ------------------------ | ------------ | ------------------------- | ---------- | ------------------- | -------------- | ------- | ------- |
| 1.  | Bangui                   | Bangui       | 1,425,276                 | 3 260      | 437.20              | 10             | 10      | Sur     |
| 2.  | Mbomou                   | Bangassou    | 257,803                   | 61 150     | 4.22                | 5              | 10      | Sudeste |
| 3.  | Basse-Kotto              | Mobaye       | 380,172                   | 17 604     | 21.60               | 6              | 15      | Este    |
| 4.  | Kémo                     | Sibut        | 183,742                   | 17 210     | 10.68               | 4              | 8       | Centro  |
| 5.  | Nana-Mambéré             | Bouar        | 341,796                   | 26 600     | 12.85               | 4              | 16      | Oeste   |
| 6.  | Ouham                    | Bossangoa    | 297,904                   | 50 250     | 5.93                | 7              | 20      | Centro  |
| 7.  | Sangha-Mbaéré            | Nola         | 138,770                   | 19 412     | 7.15                | 3              | 5       | Oeste   |
| 8.  | Lobaye                   | Mbaïki       | 345,108                   | 19 235     | 17.94               | 5              | 12      | Sur     |
| 9.  | Ombella-M'Poko           | Boali        | 269,809                   | 31 835     | 8.48                | 6              | 8       | Sur     |
| 10. | Ouham-Pendé              | Bozoum       | 243,315                   | 32 100     | 7.58                | 6              | 23      | Este    |
| 11. | Haut-Mbomou              | Obo          | 52,314                    | 55 530     | 0.94                | 4              | 5       | Sudeste |
| 12. | Ouaka                    | Bambari      | 446,354                   | 49 900     | 8.94                | 5              | 16      | Este    |
| 13. | Haute-Kotto              | Bria         | 128,342                   | 86 650     | 1.48                | 3              | 6       | Este    |
| 14. | Bamingui-Bangoran        | Ndélé        | 82,108                    | 58 200     | 1.41                | 2              | 3       | Centro  |
| 15. | Vakaga                   | Birao        | 83,188                    | 46 500     | 1.79                | 2              | 3       | Este    |
| 16. | Nana-Grébizi             | Kaga Bandoro | 208,821                   | 19 996     | 10.44               | 2              | 6       | Centro  |
| 17. | Mambéré-Kadéï            | Berbérati    | 273,166                   | 30 203     | 9.04                | 7              | 12      | Oeste   |
| 18. | Mambéré                  | Carnot       | 265,479                   | 15 740     | 16.87               | 4              | 5       | Oeste   |
| 19. | Lim-Pendé                | Paoua        | 442,151                   | 13 210     | 33.47               | 5              | 14      | Oeste   |
| 20. | Ouham-Fafa               | Batangafo    | 225,479                   | 32 530     | 6.93                | 4              | 11      | Norte   |
|     | Republica Centroafricana | Bangui       | 6,091,097                 | 687,115    | 8.86                | 94             | 208     |         |